# Rohrbruchgraben
Der Rohrbruchgraben ist ein etwa 3,5 km langer rechter Zulauf der Schunter östlich des Braunschweiger Ortsteils Querum auf Höhe des Borwalls. Sein Quellgebiet ist das Waldgebiet Im Klei östlich von Waggum auf Hondelager Gebiet.

## Geographie
Das Quellgebiet des Rohrbruchgrabens ist ein ausgedehntes Waldgebiet östlich von Waggum, das teilweise im Südwesten dem Ausbau des Flughafens Braunschweig-Wolfsburg weichen musste. Die Quellortangabe entstammt dem Gewässergütebericht für die Stadtentwässerung Braunschweig von 2010. Auf den amtlichen Karten wird der Gewässerlauf flussaufwärts bis zum Waldgebiet Mehlkamp fortgeführt, für den aber keine Namensangabe erfolgt. Das Quellgebiet gehört zur Flur Hondelages.
Der Graben windet sich durch das Waldgebiet Richtung Süden und verläuft dann in weitgehend geradlinigen, aber teilweise renaturierten Abschnitten wechselnder Richtungen durch das Siekbruch, wo er die Tiefe Straße nach Hondelage unterquert und später von der Bundesautobahn 2 überbrückt wird. Südlich der Autobahn passiert er das Gewerbegebiet Am Peterskamp und fließt im Waldstück Tannenriede des Querumer Forsts. Südlich der Querung des Peterskamps verläuft der Graben in teilweise gefasstem Ufer relativ eingeschnitten, bis er die flache Aue der Schunter erreicht. Dort durchströmt er – seinem Namen entsprechend – die reich mit Röhricht bewachsenen Flurstücke Rohrbruch und Im Rohrbruche und mündet gegenüber dem Borwall von Norden in die Schunter.

## Gewässerqualität
Die Gewässerstrukturgüte ist 2010 vom Institut für Geoökologie der TU Braunschweig im Auftrag der Stadtentwässerung Braunschweig für den 3454 Meter langen Bachlauf untersucht worden. Die naturnahen Bereiche in der Aue und im Waldbereich werden dort ebenso positiv bewertet wie die bereits renaturierten Abschnitte. In der Untersuchung 2023 erhielten das ökologische Potenzial und die Sparobiewerte im Mündungsbereich die Note „sehr gut“.